# Барсов Петро Єгорович
Петро́ Єго́рович Ба́рсов (нар. ? — пом. 1823) — російський і український актор, режисер і антрепренер. Започаткував український професійний театр.

## Життєпис
Петро Єгорович — один із братів Барсових, які керували напівкріпосним Курським театром Барсових.
Відокремившись від роботи братів, переїхав до Харкова, де виступав у трупі Івана Штейна та О. Калиновського. У 1816 році рекомендував до цієї трупи видатного в майбутньому актора Михайла Щепкіна.
1817—1821 — режисер і антрепренер Полтавського вільного театру.
Постановки 1819 року п'єс «Наталка Полтавка» (Петро Єгорович — перший виконавець ролі Петра) та «Москаль-чарівник» І. Котляревського започаткували історію українського професійного театру.

## Постановки
- «Диваки» Я. Княжніна
- «Недоросток» Д. Фонвізіна
- «Хвалько» Я. Княжніна
- «Своя сім'я, або Заміжня наречена» О. Шаховського
- п'єси О. Грибоєдова, М. Хмельницького, Ж.-Б. Мольєра, Р.-Б. Шерідана, А. Коцебу